# Günter-Helge Strickstrack
Günter-Helge Strickstrack (* 28. Mai 1921 in Wieda; † 20. Juli 2020 in Hannover) war ein deutscher Politiker und Gründungsmitglied der CDU.

## Leben
Günter-Helge Strickstrack wurde in Wieda geboren und wuchs in Gittelde und Lauingen bei Königslutter auf. Er besuchte das Gymnasium Martino-Katharineum in Braunschweig und war anschließend von 1938 bis 1945 Soldat bei der Luftwaffe. Anfangs als Segelflieger und während des Zweiten Weltkriegs als Flugzeugführer und Staffelkapitän im Sturzkampfgeschwader Stukas Ju 87. Er wurde an der Luftkriegsschule Fürstenfeldbruck ausgebildet.
Im Juni 1945 widersprach Strickstrack einem Redner auf einer Veranstaltung des SPD-Politikers Kurt Schumacher öffentlich, als dieser die Wehrmachtssoldaten als Kriegsverbrecher bezeichnete. Dass der Redner die Wehrmachtssoldaten „fälschlicherweise in eine Reihe mit Kriegsverbrechern“ gestellt habe, nannte er zeitlebens als Grund dafür, dass er nicht in die SPD eingetreten sei. Als die Historikerin Teresa Nentwig 2013 die Rolle des ersten niedersächsischen Ministerpräsidenten Hinrich Wilhelm Kopf innerhalb des NS-Regimes aufdeckte, wollte Strickstrack diesen nicht kritisieren und sagte: „Man sollte die Geschichte Geschichte sein und Kopf in Ruhe lassen“.
Strickstrack war sowohl Mitbegründer der CDU in Braunschweig 1945 als auch Mitglied des Gründungsparteitags der Bundes-CDU am 21. November 1950 in Goslar. Er war Vorsitzender der Jungen Union in Braunschweig und Niedersachsen und von 1948 bis 1950 persönlicher Referent des niedersächsischen Ministers für Wirtschaft und Verkehr, Otto Fricke. Strickstrack war Mitglied der 15. und 16. Bundesversammlung zur Wahl des Bundespräsidenten. Bei der 16. Bundesversammlung war er ältestes Mitglied.
Strickstrack und Heinz Schwarz sind die einzigen Personen, die bis zu Strickstracks Tod an allen Parteitagen der CDU von ihrer Gründung teilnahmen. Folglich war er ein regelmäßiger Interviewpartner, wenn es um Entwicklung der Partei ging. 2019 meinte er, dass die CDU in den letzten Jahren etwas zu sehr in die Mitte gerückt sei.
Von Beruf war Strickstrack Textilunternehmer und seit 1982 im Ruhestand. Er war verheiratet und Vater von vier Kindern, von denen eines bereits als Kleinkind starb.